# Юрій Мельничин
Юрій Мельничин (хресне ім'я Григорій; 4 серпня 1908, Надітичі — 13 листопада 1988, Апостолес) — український церковний діяч, ієромонах-василіянин, душпастир на Холмщині та в Аргентині, педагог.

## Життєпис
Григорій Мельничин народився 4 червня 1908 року в селі Надітичі Жидачівського повіту на Львівщині в сім'ї Григорія Мельничина і Марії з дому Щепаняк. Початкову освіту здобув удома під проводом батька, котрий був шкільним учителем — п'ять років удома і один рік — в публічній школі. У 1922—1930 роках навчався у І-й державній гімназії ім. маршала Юзефа Пілсудського в Стрию. Його однокласниками були майбутні діячі ОУН Лев Ребет і Зеновій Гойсак. Під час навчання в гімназії був учасником Пласту. Після матури під впливом статті Осипа Назарука «Там де нема безробіття» (Нова Зоря, ч. 71 за 20 вересня 1931, с. 1-2). 24 січня 1932 року вступив до Василіянського Чину на новіціят у Крехівський монастир. Перші обіти склав 6 вересня 1933 року, а вічні — 3 травня 1937 року.
Навчався у василіянських студійних монастирях: у Лаврові (риторика, 1933—1934), у Добромилі (філософія, 1934—1936) і знову в Лаврові (богослов'я, 1936—1939); богословські студії закінчив у семінарії в м. Оломоуць на Моравії, куди вкінці вересня переїхали лаврівські студенти і викладачі. 14 квітня 1940 року в Оломоуці отримав священничі свячення з рук Пряшівського єпископа Павла Ґойдича. Після висвячення коротко був у Перемишлі, а потім переїхав до Холма, де був духівником і капеланом сестер служебниць і в лікарні, викладачем релігії в українській гімназії та технічній школі (1940—1946). У 1946 році виїхав до Бельгії, де рік був капеланом служебниць, а звідти наступного року на доручення Генеральної управи Василіянського Чину переїхав на служіння до Аргентини.
Першим короткочасним місцем служіння о. Юрія Мельничина в Аргентині було м. Беріссо, звідки також допомагав у організації першої греко-католицької громади в Буенос-Айресі. Наприкінці 1948 року переїхав до м. Апостолес в провінції Місьйонес, де обслуговував громади в Посадас та в дочірніх церквах парафії Апостолес: Сан-Хосе, Азара, Трес-Капонес, Консепсьйон, Лас-Тунас, і в церквах провінції Коррієнтес: Лієбіґ та Уніон; будував церкви.
Стараннями о. Мельничина був розбудований монастир отців василіян у Апостолес (посвячений у 1949 році), у якому згодом містився новіціят Аргентинської місто-провінції (1951—1957, 1961). За його сприяння була відреставрована і розписана церква Пресвятої Трійці в Апостолес і поставлено новий іконостас. У 1948—1953 роках був директором і викладачем у Малій семінарії св. Йосафата в Апостолес, яку провадили отці василіяни. Давав місії, проводив реколекції для монахинь василіянок, виголошував духовні конференції для Апостольства Молитви, Марійських Дружин молоді при василіянських церквах у Місіонес та в Буенос-Айресі. Кілька разів виконував уряди ігумена монастирів, пароха в Апостолес і Беріссо, а також уряд місто-протоігумена Аргентинської місто-провінції Непорочного Зачаття Пресвятої Діви Марії (1958—1964). З 1983 року був протоконсультром і секретарем місто-провінції. Завжди цікавився книгами і філателією, вмів і любив організовувати різні культурно-релігійні заходи. Як член Пласту зі студентських років, підтримував цю організацію серед молоді в Аргентині.
Помер о. Юрій Мельничин 13 листопада 1988 року в Апостолес. Похований на цвинтарі в Апостолес поруч з іншими співбратами по чину.